# McNeil (Arkansas)
McNeil es una ciudad ubicada en el condado de Columbia en el estado estadounidense de Arkansas. En el Censo de 2010 tenía una población de 516 habitantes y una densidad poblacional de 148,9 personas por km².

## Geografía
McNeil se encuentra ubicada en las coordenadas 33°20′54″N 93°12′31″O / 33.34833, -93.20861. Según la Oficina del Censo de los Estados Unidos, McNeil tiene una superficie total de 3.47 km², de la cual 3.47 km² corresponden a tierra firme y (0%) 0 km² es agua.

## Demografía
Según el censo de 2010, había 516 personas residiendo en McNeil. La densidad de población era de 148,9 hab./km². De los 516 habitantes, McNeil estaba compuesto por el 44.38% blancos, el 54.46% eran afroamericanos, el 0.19% eran amerindios, el 0% eran asiáticos, el 0% eran isleños del Pacífico, el 0% eran de otras razas y el 0.97% pertenecían a dos o más razas. Del total de la población el 1.74% eran hispanos o latinos de cualquier raza.